# Tyana carneicilia
Tyana carneicilia är en fjärilsart som beskrevs av Louis Beethoven Prout 1928. Tyana carneicilia ingår i släktet Tyana och familjen trågspinnare. Inga underarter finns listade i Catalogue of Life.